# (4361) Nezhdanova
(4361) Nezhdanova ist ein Hauptgürtelasteroid, der am 9. Oktober 1977 von Nikolai Stepanowitsch Tschernych vom Krim-Observatorium aus entdeckt wurde.
Der Asteroid wurde nach der russischen Opernsängerin Antonina Neschdanowa (1873–1950) benannt.